# 中醫中藥發展委員會
中醫中藥發展委員會（英語：Chinese Medicine Development Committee）為香港的一個委員會，以發展而非規範為主要目標，負責統籌不同香港政府部門於中醫及中藥上的相關事務，在培育訓練、科技研究及產業等方面推動中醫藥的發展，並且以香港市民的需要為主導。

## 架構
- 中醫中藥發展委員會：由醫務衞生局局長擔任主席，及16名非官方委員，大部分為中醫藥業界人士，包括學術、中醫師及中藥等界別的代表；亦有4名官方委員。
  - 中醫業小組委員會：以針對中醫在香港社會上的服務為主要，包括在現時的公共醫療系統中加入或者完善中醫部分。
  - 中藥業小組委員會：以發展中藥產業為主要。

## 歷史
2012年，梁振英在競選行政長官時在其政綱中建議成立中醫藥發展委員會。梁振英表示，醫院管理局當前有16間三方合作的中醫診所，每年應診人士近100萬人，可以見到尤其在基層醫療方面，中醫藥所起到的正面作用，並且廣泛地受到香港市民的認同和歡迎。在梁振英上任後的同年8月14日宣佈，香港政府決定成立中醫藥發展委員會及設立中醫藥發展委員會籌備小組，由食物及衛生局局長高永文出任中醫藥發展委員會籌備小組主席，帶領業界和學術界代表展開議事，於同月內展開正式工作。他表示期待成立中醫中藥發展委員會籌備小組及未來正式成立中醫中藥發展委員會後，香港政府能夠與各方面合作，藉着中醫藥的進一步發展，更好地照顧香港市民健康上的需要。高永文指出，香港已經有中醫師註冊制度，香港公立醫院亦有中醫科技研究中心。高永文表示，中醫藥發展委員會籌備小組成員包括中醫藥界和香港三間中醫藥學院（包括香港浸會大學中醫藥學院）的代表，中醫藥發展委員會籌備小組將會就中醫藥發展委員會的職業功能和出任人物挑戰上提供意見，並且訂立下中醫藥發展委員會於正式成立後，其未來的重點工作方向等等。同年8月31日，中醫藥發展委員會籌備小組召開首次會議，為到委員會未來的重點事務訂下了方向。
2013年1月17日，香港政府宣布成立委員會，官方名稱為中醫中藥發展委員會，由食物及衞生局局長高永文擔任主席。
2013年5月24日，香港政府宣布在中醫中藥發展委員會轄下成立中醫業小組委員會及中藥業小組委員會，除了委員會部分成員和官員外，亦邀請了來自中醫、中藥、學術、檢測及認證等範疇的非官方人士及業外人士加入，所有成員任期由同日開始至2015年1月31日為止。兩個小組委員會分別集中在多個促進香港中醫藥發展的重點範疇討論及研究具體措施，並且向委員會提出建議。

## 相關參見
- 香港中醫藥管理委員會
- 將軍澳中醫醫院